# United Cup 2024
Pour un article plus général, voir United Cup.
L'United Cup 2024 est la deuxième édition de cette compétition mixte de tennis. Dix-huit équipes, composées de 3 joueurs et 3 joueuses, participent à la compétition qui se déroule en une phase de poule puis une phase à élimination directe. Chaque confrontation entre deux pays comporte trois matchs : un en simple dames, un en simple messieurs et un en double mixte.
(NB: pour la 1re édition, chaque confrontation entre deux pays comportait cinq matchs : deux en simple dames, deux en simple messieurs et un en double mixte.)
Le tournoi se déroule en Australie à Perth et Sydney. Il est coorganisé par l'ATP et la WTA et rapporte des points dans les classements correspondants.

## Faits marquants
La Pologne, demi-finaliste en 2023, se qualifie pour sa 1re finale mais c'est l'Allemagne qui s'impose 2-1.

## Stades
| \| Sydney Perth \| Localisation des stades. |
| Sydney Perth                                |

| Sydney Perth |

## Primes et points
| Tour          | Points par victoire vs. classement adversaire | Points par victoire vs. classement adversaire | Points par victoire vs. classement adversaire | Points par victoire vs. classement adversaire | Points par victoire vs. classement adversaire | Points par victoire vs. classement adversaire | Points par victoire vs. classement adversaire |
| Tour          | No. 1–10                                      | No. 11–20                                     | No. 21–30                                     | No. 31–50                                     | No. 51–100                                    | No. 101–250                                   | No. 251+                                      |
| ------------- | --------------------------------------------- | --------------------------------------------- | --------------------------------------------- | --------------------------------------------- | --------------------------------------------- | --------------------------------------------- | --------------------------------------------- |
| Finale        | 180                                           | 140                                           | 120                                           | 90                                            | 60                                            | 40                                            | 35                                            |
| 1/2 finale    | 130                                           | 105                                           | 90                                            | 60                                            | 40                                            | 35                                            | 25                                            |
| 1/4 de finale | 80                                            | 65                                            | 55                                            | 40                                            | 35                                            | 25                                            | 20                                            |
| Poules        | 55                                            | 45                                            | 40                                            | 35                                            | 25                                            | 20                                            | 15                                            |

- Maximum 500 points[2]

## Participants
| 1  | Pologne     | no 1 WTA     | Finale        | Tomasz Wiktorowski     | Hubert Hurkacz              | Iga Świątek         | Daniel Michalski        | Katarzyna Kawa        | Jan Zieliński          | Katarzyna Piter            |  |  |
| 2  | Grèce       | no 3 WTA     | 1/4 de finale | Pétros Tsitsipás       | Stéfanos Tsitsipás          | María Sákkari       | Stefanos Sakellaridis   | Déspina Papamichaíl   | Pétros Tsitsipás       | Valentíni Grammatikopoúlou |  |  |
| 3  | États-Unis  | no 2 WTA     | Poules        | David Witt             | Taylor Fritz                | Jessica Pegula      | Denis Kudla             | Alycia Parks          | Rajeev Ram             | Desirae Krawczyk           |  |  |
| 4  | France      | no 5 WTA     | 1/2 finale    | Édouard Roger-Vasselin | Adrian Mannarino            | Caroline Garcia     | Antoine Escoffier       | Amandine Hesse        | Édouard Roger-Vasselin | Elixane Lechemia           |  |  |
| 5  | Tchéquie    | no 4 WTA     | Poules        | David Škoch            | Jiří Lehečka                | Markéta Vondroušová | Vít Kopřiva             | Sára Bejlek           | Petr Nouza             | Miriam Kolodziejová        |  |  |
| 6  | Croatie     | no 1 Combiné | Poules        | Iva Majoli             | Borna Ćorić                 | Donna Vekić         | Nino Serdarušić         | Petra Marčinko        | Ivan Dodig             | Tena Lukas                 |  |  |
|    |             |              |               |                        |                             |                     |                         |                       |                        |                            |  |  |
| 7  | Canada      | no 5 ATP     | Poules        | Adil Shamasdin         | Félix Auger-Aliassime       | Leylah Fernandez    | Alexis Galarneau        | Stacey Fung           | Adil Shamasdin         | -                          |  |  |
| 8  | Royaume-Uni | no 2 Combiné | Poules        | Colin Beecher          | Cameron Norrie              | Katie Boulter       | Daniel Evans            | Francesca Jones       | Neal Skupski           | Maia Lumsden               |  |  |
| 9  | Chine       | no 3 Combiné | 1/4 de finale | Wu Di                  | Zhang Zhizhen               | Zheng Qinwen        | Bu Yunchaokete          | You Xiaodi            | Sun Fajing             | -                          |  |  |
| 10 | Pays-Bas    | no 4 Combiné | Poules        | Wesley Koolhof         | Tallon Griekspoor           | Arantxa Rus         | Thiemo de Bakker        | Arianne Hartono       | Wesley Koolhof         | Demi Schuurs               |  |  |
| 11 | Espagne     | no 5 Combiné | Poules        | Jorge Aguirre          | Alejandro Davidovich Fokina | Sara Sorribes Tormo | Roberto Carballés Baena | Marina Bassols Ribera | David Vega Hernández   | Rosa Vicens Mas            |  |  |
| 12 | Italie      | no 6 Combiné | Poules        | Renzo Furlan           | Lorenzo Sonego              | Jasmine Paolini     | Flavio Cobolli          | Nuria Brancaccio      | Andrea Pellegrino      | Angelica Moratelli         |  |  |
|    |             |              |               |                        |                             |                     |                         |                       |                        |                            |  |  |
| 13 | Serbie      | no 1 ATP     | 1/4 de finale | Viktor Troicki         | Novak Djoković              | Olga Danilović      | Hamad Medjedović        | Natalija Stevanović   | Nikola Čačić           | Dejana Radanović           |  |  |
| 14 | Norvège     | no 2 ATP     | 1/4 de finale | Christian Ruud         | Casper Ruud                 | Malene Helgø        | Andreja Petrovic        | Ulrikke Eikeri        | -                      | -                          |  |  |
| 15 | Australie   | no 4 ATP     | 1/2 finale    | Lleyton Hewitt         | Alex De Minaur              | Ajla Tomljanović    | John Millman            | Storm Hunter          | Matthew Ebden          | Ellen Perez                |  |  |
| 16 | Allemagne   | no 3 ATP     | Victoire      | Torben Beltz           | Alexander Zverev            | Angelique Kerber    | Maximilian Marterer     | Tatjana Maria         | Kai Wehnelt            | Laura Siegemund            |  |  |
| 17 | Brésil      | no 6 WTA     | Poules        | Rafael Paciaroni       | Thiago Seyboth Wild         | Beatriz Haddad Maia | Felipe Meligeni Alves   | Carolina Alves        | Marcelo Melo           | -                          |  |  |
| 18 | Chili       | no 6 ATP     | Poules        | Jaime Fillol           | Nicolás Jarry               | Daniela Seguel      | Tomás Barrios Vera      | Fernanda Labraña      | Gonzalo Lama           | -                          |  |  |

## Matchs de poule
Les équipes sont réparties en 6 poules de 3. Chacune des 2 villes accueille 3 poules. Les 3 vainqueurs de chaque poule ainsi que la meilleure deuxième équipe de la ville se qualifie pour les quarts de finale dans la ville.

### Poules Perth
| Rang | Équipe  | V - D | Matchs | Sets   |
| ---- | ------- | ----- | ------ | ------ |
| 1    | Pologne | 2 - 0 | 5 - 1  | 11 - 3 |
| 2    | Espagne | 1 - 1 | 3 - 3  | 6 - 7  |
| 3    | Brésil  | 0 - 2 | 1 - 5  | 3 - 10 |

|  | Équipe 1 | Score | Équipe 2 |  |
|  | Espagne  | 2 – 1 | Brésil   |  |

|  | Équipe 1 | Score | Équipe 2 |  |
|  | Pologne  | 3 – 0 | Brésil   |  |

|  | Équipe 1 | Score | Équipe 2 |  |
|  | Pologne  | 2 – 1 | Espagne  |  |

| Rang | Équipe      | V - D | Matchs | Sets  |
| ---- | ----------- | ----- | ------ | ----- |
| 1    | Australie   | 1 - 1 | 3 - 3  | 7 - 6 |
| 2    | États-Unis  | 1 - 1 | 3 - 3  | 7 - 7 |
| 3    | Royaume-Uni | 1 - 1 | 3 - 3  | 7 - 8 |

|  | Équipe 1    | Score | Équipe 2  |  |
|  | Royaume-Uni | 2 – 1 | Australie |  |

|  | Équipe 1   | Score | Équipe 2    |  |
|  | États-Unis | 2 – 1 | Royaume-Uni |  |

|  | Équipe 1   | Score | Équipe 2  |  |
|  | États-Unis | 1 – 2 | Australie |  |

| Rang | Équipe   | V - D | Matchs | Sets   |
| ---- | -------- | ----- | ------ | ------ |
| 1    | Serbie   | 2 - 0 | 4 - 2  | 9 - 7  |
| 2    | Chine    | 1 - 1 | 4 - 2  | 9 - 6  |
| 3    | Tchéquie | 0 - 2 | 1 - 5  | 6 - 11 |

|  | Équipe 1 | Score | Équipe 2 |  |
|  | Tchéquie | 0 – 3 | Chine    |  |

|  | Équipe 1 | Score | Équipe 2 |  |
|  | Chine    | 1 – 2 | Serbie   |  |

|  | Équipe 1 | Score | Équipe 2 |  |
|  | Tchéquie | 1 – 2 | Serbie   |  |

### Poules Sydney
| Rang | Équipe | V - D | Matchs | Sets   |
| ---- | ------ | ----- | ------ | ------ |
| 1    | Grèce  | 1 - 1 | 4 - 2  | 10 - 4 |
| 2    | Chili  | 1 - 1 | 3 - 3  | 7 - 8  |
| 3    | Canada | 1 - 1 | 2 - 4  | 4 - 9  |

|  | Équipe 1 | Score | Équipe 2 |  |
|  | Canada   | 2 – 1 | Chili    |  |

|  | Équipe 1 | Score | Équipe 2 |  |
|  | Grèce    | 1 – 2 | Chili    |  |

|  | Équipe 1 | Score | Équipe 2 |  |
|  | Grèce    | 3 – 0 | Canada   |  |

| Rang | Équipe    | V - D | Matchs | Sets   |
| ---- | --------- | ----- | ------ | ------ |
| 1    | France    | 2 - 0 | 5 - 1  | 11 - 5 |
| 2    | Allemagne | 1 - 1 | 3 - 3  | 8 - 8  |
| 3    | Italie    | 0 - 2 | 1 - 5  | 4 - 10 |

|  | Équipe 1 | Score | Équipe 2  |  |
|  | Italie   | 1 – 2 | Allemagne |  |

|  | Équipe 1 | Score | Équipe 2  |  |
|  | France   | 2 – 1 | Allemagne |  |

|  | Équipe 1 | Score | Équipe 2 |  |
|  | France   | 3 – 0 | Italie   |  |

| Rang | Équipe   | V - D | Matchs | Sets  |
| ---- | -------- | ----- | ------ | ----- |
| 1    | Norvège  | 1 - 1 | 3 - 3  | 7 - 7 |
| 2    | Croatie  | 1 - 1 | 3 - 3  | 8 - 8 |
| 3    | Pays-Bas | 1 - 1 | 3 - 3  | 7 - 7 |

|  | Équipe 1 | Score | Équipe 2 |  |
|  | Pays-Bas | 2 – 1 | Norvège  |  |

|  | Équipe 1 | Score | Équipe 2 |  |
|  | Croatie  | 1 – 2 | Norvège  |  |

|  | Équipe 1 | Score | Équipe 2 |  |
|  | Croatie  | 2 – 1 | Pays-Bas |  |

## Phase finale
|  | Quarts de finale  | Quarts de finale  |           |   | Demi-finales      | Demi-finales      |  |  | Finale            | Finale            |
|  | Quarts de finale  | Quarts de finale  |           |   | Demi-finales      | Demi-finales      |  |  | Finale            | Finale            |
|  |                   |                   |           |   |                   |                   |  |  |                   |                   |
|  | Perth, 3 janvier  | Perth, 3 janvier  |           |   | Sydney, 6 janvier | Sydney, 6 janvier |  |  | Sydney, 7 janvier | Sydney, 7 janvier |
|  | Perth, 3 janvier  | Perth, 3 janvier  |           |   | Sydney, 6 janvier | Sydney, 6 janvier |  |  | Sydney, 7 janvier | Sydney, 7 janvier |
|  | Pologne           | 3                 |           |   | Sydney, 6 janvier | Sydney, 6 janvier |  |  | Sydney, 7 janvier | Sydney, 7 janvier |
|  | Pologne           | 3                 |           |   | Sydney, 6 janvier | Sydney, 6 janvier |  |  | Sydney, 7 janvier | Sydney, 7 janvier |
|  | Chine             | 0                 |           |   | Sydney, 6 janvier | Sydney, 6 janvier |  |  | Sydney, 7 janvier | Sydney, 7 janvier |
|  | Chine             | 0                 | Pologne   | 3 |                   |                   |  |  | Sydney, 7 janvier | Sydney, 7 janvier |
|  | Sydney, 4 janvier |                   | Pologne   | 3 |                   |                   |  |  | Sydney, 7 janvier | Sydney, 7 janvier |
|  |                   | France            | 0         |   |                   |                   |  |  | Sydney, 7 janvier | Sydney, 7 janvier |
|  | France            | France            | 0         | 2 |                   |                   |  |  | Sydney, 7 janvier | Sydney, 7 janvier |
|  | France            |                   |           | 2 |                   |                   |  |  | Sydney, 7 janvier | Sydney, 7 janvier |
|  | Norvège           | 1                 |           |   |                   |                   |  |  | Sydney, 7 janvier | Sydney, 7 janvier |
|  | Norvège           | 1                 | Pologne   | 1 |                   |                   |  |  |                   |                   |
|  | Perth, 3 janvier  |                   | Pologne   | 1 |                   |                   |  |  |                   |                   |
|  |                   | Allemagne         | 2         |   |                   |                   |  |  |                   |                   |
|  | Australie         | Allemagne         | 2         | 3 |                   |                   |  |  |                   |                   |
|  | Australie         | Sydney, 6 janvier |           | 3 |                   |                   |  |  |                   |                   |
|  | Serbie            | 0                 |           |   |                   |                   |  |  |                   |                   |
|  | Serbie            | 0                 | Australie | 1 |                   |                   |  |  |                   |                   |
|  | Sydney, 5 janvier |                   | Australie | 1 |                   |                   |  |  |                   |                   |
|  |                   | Allemagne         | 2         |   |                   |                   |  |  |                   |                   |
|  | Grèce             | Allemagne         | 2         | 1 |                   |                   |  |  |                   |                   |
|  | Grèce             |                   |           | 1 |                   |                   |  |  |                   |                   |
|  | Allemagne         | 2                 |           |   |                   |                   |  |  |                   |                   |
|  | Allemagne         | 2                 |           |   |                   |                   |  |  |                   |                   |

### Quart de finales
|  | Équipe 1 | Score | Équipe 2 |  |
|  | Pologne  | 3 – 0 | Chine    |  |

|  | Équipe 1  | Score | Équipe 2 |  |
|  | Australie | 3 – 0 | Serbie   |  |

|  | Équipe 1 | Score | Équipe 2 |  |
|  | France   | 2 – 1 | Norvège  |  |

|  | Équipe 1 | Score | Équipe 2  |  |
|  | Grèce    | 1 – 2 | Allemagne |  |

### Demi-finales
|  | Équipe 1 | Score | Équipe 2 |  |
|  | Pologne  | 3 – 0 | France   |  |

|  | Équipe 1  | Score | Équipe 2  |  |
|  | Australie | 1 – 2 | Allemagne |  |

### Finale
|  | Équipe 1 | Score | Équipe 2  |  |
|  | Pologne  | 1 – 2 | Allemagne |  |